# 約書亞贏得耶利哥城之役
《約書亞贏得耶利哥城之役》（英語：Joshua Fit the Battle of Jericho或Joshua Fought the Battle of Jericho、Joshua Fit de Battle of Jericho），或簡稱《耶利哥戰役》、《耶利哥之戰》，是一首非裔美國人的聖歌。該曲的內容可能暗示了對於奴隸制徹底消解的願望。該曲擁有黑人聖歌中少見的活潑旋律與節奏。
該曲據信是由奴隸編撰而成於19世紀前半。 該曲曾被保羅·羅伯遜、瑪哈莉雅·傑克森、休·羅利、艾維斯·普里斯萊等演唱灌錄。